# Брежнев, Николай Гаврилович
Николай Гаврилович Брежнев(1893 — 1965) — советский военно-морской деятель, инженерный работник и преподаватель, начальник кафедры артиллерийского оружия Военно-морской академии РКВМФ им. К. Е. Ворошилова, инженер-капитан 1-го ранга.

## Биография[1]
Преподаватель школы комендоров Балтийского флота в чине прапорщика. Начальник кафедры артиллерийского оружия Военно-морской академии.
Похоронен на Северном кладбище Санкт-Петербурга.

## Звания
- прапорщик (1910-е)
- инженер-флагман 3-го ранга (1940)